# Lijst van afleveringen van Cagney and Lacey
Dit is een lijst met afleveringen van de Amerikaanse televisieserie Cagney and Lacey. De serie telt 7 seizoenen. Een overzicht van alle afleveringen is hieronder te vinden.

## Seizoen 1
| Nr. | Titel aflevering             | Uitzenddatum VS |
| --- | ---------------------------- | --------------- |
| 1   | You Call This Plain Clothes? | 25 maart 1982   |
| 2   | Pop Used to Work Chinatown   | 1 april 1982    |
| 3   | Beyond the Golden Door       | 8 april 1982    |
| 4   | Suffer the Children          | 25 april 1982   |
| 5   | Street Scene                 | 21 juni 1982    |
| 6   | Better Than Equal            | 29 april 1982   |

## Seizoen 2
| Nr. | Titel aflevering                     | Uitzenddatum VS  |
| --- | ------------------------------------ | ---------------- |
| 1   | Witness to an Incident               | 25 oktober 1982  |
| 2   | One of Our Own                       | 1 november 1982  |
| 3   | Beauty Burglars                      | 8 november 1982  |
| 4   | High Steel                           | 15 november 1982 |
| 5   | Hot Line                             | 22 november 1982 |
| 6   | Internal Affairs                     | 29 november 1982 |
| 7   | Mr. Lonelyhearts                     | 6 december 1982  |
| 8   | Conduct Unbecoming                   | 13 december 1982 |
| 9   | I'll Be Home for Christmas           | 20 december 1982 |
| 10  | Recreational Use                     | 27 december 1982 |
| 11  | Hopes and Dreams                     | 10 januari 1983  |
| 12  | The Grandest Jewel Thief of Them All | 17 januari 1983  |
| 13  | Affirmative Action                   | 24 januari 1983  |
| 14  | Open and Shut Case                   | 31 januari 1983  |
| 15  | Jane Doe #37                         | 14 februari 1983 |
| 16  | Date Rape                            | 21 februari 1983 |
| 17  | Burn Out                             | 7 maart 1983     |
| 18  | Chop Shop                            | 14 maart 1983    |
| 19  | Let Them Eat Pretzels                | 21 maart 1983    |
| 20  | The Gang's All Here                  | 28 maart 1983    |
| 21  | A Cry for Help                       | 2 mei 1983       |
| 22  | The Informant                        | 9 mei 1983       |

## Seizoen 3
| Nr. | Titel aflevering  | Uitzenddatum VS |
| --- | ----------------- | --------------- |
| 1   | Matinee           | 19 maart 1984   |
| 2   | A Killer's Dozen  | 26 maart 1984   |
| 3   | Victimless Crime  | 16 april 1984   |
| 4   | The Bounty Hunter | 23 april 1984   |
| 5   | Baby Broker       | 30 april 1984   |
| 6   | Partners          | 7 mei 1984      |
| 7   | Choices           | 14 mei 1984     |

## Seizoen 4
| Nr. | Titel aflevering           | Uitzenddatum VS  |
| --- | -------------------------- | ---------------- |
| 1   | Child Witness              | 15 oktober 1984  |
| 2   | Heat                       | 22 oktober 1984  |
| 3   | Insubordination            | 29 oktober 1984  |
| 4   | Old Debts                  | 5 november 1984  |
| 5   | Fathers & Daughters        | 12 november 1984 |
| 6   | Taxicab Murders            | 19 november 1984 |
| 7   | Unusual Occurrence         | 26 november 1984 |
| 8   | Thank God It's Monday      | 3 december 1984  |
| 9   | Hooked                     | 10 december 1984 |
| 10  | Lady Luck                  | 17 december 1984 |
| 11  | Out of Control             | 31 december 1984 |
| 12  | American Dream             | 7 januari 1985   |
| 13  | Happily Ever After         | 14 januari 1985  |
| 14  | Rules of the Game          | 28 januari 1985  |
| 15  | Stress                     | 4 februari 1985  |
| 16  | Who Says It's Fair: Part 1 | 11 februari 1985 |
| 17  | Who Says It's Fair: Part 2 | 18 februari 1985 |
| 18  | Lost and Found             | 25 februari 1985 |
| 19  | Two Grand                  | 4 maart 1985     |
| 20  | Con Games                  | 11 maart 1985    |
| 21  | Violation                  | 18 maart 1985    |
| 22  | Organized Crime            | 8 april 1985     |

## Seizoen 5
| Nr. | Titel aflevering         | Uitzenddatum VS   |
| --- | ------------------------ | ----------------- |
| 1   | On the Street            | 30 september 1985 |
| 2   | Ordinary Hero            | 7 oktober 1985    |
| 3   | The Psychic              | 21 oktober 1985   |
| 4   | Lottery                  | 28 oktober 1985   |
| 5   | Entrapment               | 4 november 1985   |
| 6   | The Clinic               | 11 november 1985  |
| 7   | Mothers & Sons           | 25 november 1985  |
| 8   | Filial Duty              | 2 december 1985   |
| 9   | Old Ghosts               | 9 december 1985   |
| 10  | Power                    | 16 december 1985  |
| 11  | Play It Again, Santa     | 23 december 1985  |
| 12  | The Rapist: Part 1       | 6 januari 1986    |
| 13  | Act of Conscience        | 13 januari 1986   |
| 14  | DWI                      | 20 januari 1986   |
| 15  | The Gimp                 | 27 januari 1986   |
| 16  | Family Connections       | 10 februari 1986  |
| 17  | Post Partum              | 17 februari 1986  |
| 18  | The Man Who Shot Trotsky | 3 maart 1986      |
| 19  | Exit Stage Center        | 10 maart 1986     |
| 20  | Capitalism               | 7 april 1986      |
| 21  | Extradition              | 5 mei 1986        |
| 22  | A Safe Place             | 12 mei 1986       |
| 23  | Model Citizens           | 25 mei 1986       |
| 24  | Parting Shots            | 26 mei 1986       |

## Seizoen 6
| Nr. | Titel aflevering         | Uitzenddatum VS   |
| --- | ------------------------ | ----------------- |
| 1   | Schedule One             | 29 september 1986 |
| 2   | Culture Clash            | 6 oktober 1986    |
| 3   | Sorry, Right Number      | 20 oktober 1986   |
| 4   | Disenfranchised          | 27 oktober 1986   |
| 5   | Role Call                | 3 november 1986   |
| 6   | The Zealot               | 10 november 1986  |
| 7   | The Marathon             | 24 november 1986  |
| 8   | Rites of Passage         | 1 december 1986   |
| 9   | Revenge                  | 8 december 1986   |
| 10  | The Rapist: Part 2       | 15 december 1986  |
| 11  | Cost of Living           | 12 januari 1987   |
| 12  | Waste Deep               | 19 januari 1987   |
| 13  | Favors                   | 26 januari 1987   |
| 14  | Ahead of the Game        | 2 februari 1987   |
| 15  | Easy Does It             | 9 februari 1987   |
| 16  | To Sir, with Love        | 16 februari 1987  |
| 17  | Divine Couriers          | 23 februari 1987  |
| 18  | Right to Remain Silent   | 9 maart 1987      |
| 19  | Special Treatment        | 16 maart 1987     |
| 20  | Happiness Is a Warm Gun  | 23 maart 1987     |
| 21  | Turn, Turn, Turn: Part 1 | 30 maart 1987     |
| 22  | Turn, Turn, Turn: Part 2 | 30 maart 1987     |

## Seizoen 7
| Nr. | Titel aflevering             | Uitzenddatum VS   |
| --- | ---------------------------- | ----------------- |
| 1   | No Vacancy                   | 21 september 1987 |
| 2   | The City Is Burning          | 28 september 1987 |
| 3   | Loves Me Not                 | 5 oktober 1987    |
| 4   | Different Drummer            | 19 oktober 1987   |
| 5   | You've Come a Long Way, Baby | 26 oktober 1987   |
| 6   | Video Verite                 | 9 november 1987   |
| 7   | Greed                        | 16 november 1987  |
| 8   | Secrets                      | 23 november 1987  |
| 9   | Do I Know You?               | 5 januari 1988    |
| 10  | Old Flames                   | 12 januari 1988   |
| 11  | Trading Places               | 19 januari 1988   |
| 12  | Shadow of a Doubt            | 26 januari 1988   |
| 13  | Hello Goodbye                | 9 februari 1988   |
| 14  | School Daze                  | 16 februari 1988  |
| 15  | Land of the Free             | 23 februari 1988  |
| 16  | A Class Act                  | 15 maart 1988     |
| 17  | Button, Button               | 22 maart 1988     |
| 18  | Amends                       | 29 maart 1988     |
| 19  | Friendly Fire                | 5 april 1988      |
| 20  | Yup                          | 2 mei 1988        |
| 21  | A Fair Shake: Part 1         | 16 mei 1988       |
| 22  | A Fair Shake: Part 2         | 16 mei 1988       |